# Medieval Unicode Font Initiative
Die Medieval Unicode Font Initiative (MUFI) ist ein internationales Projekt von Paläographen, das sich um die Kodierung spezieller lateinischer Schriftzeichen im Unicode-Standard und der ISO-Norm 10646 bemüht. 
In mittelalterlichen Handschriften gibt es zahlreiche Abbreviaturen (Kürzungen), diakritische Zeichen und Satzzeichen, die heute nicht mehr gebräuchlich sind. Üblicherweise werden diese Zeichen in Transkriptionen einfach in moderner Schreibweise wiedergegeben. Für wissenschaftliche Zwecke werden erweiterte Kürzungen oftmals durch Kursivschrift gekennzeichnet. Die abweichende Zeichensetzung bleibt hier im Allgemeinen unberücksichtigt. 
Für spezielle Zwecke wie z. B. sprachgeschichtliche Untersuchungen ist es wünschenswert, die Texte in der ursprünglichen Schreibweise digital zu erfassen und darzustellen. Auch einige von der modernen Schreibung abweichende Buchstabenformen sind hierzu unerlässlich. Ein erster Unicode-Kodierungsvorschlag (siehe Weblinks) für etwa 100 Zeichen ist im Februar 2006 vom Unicode Technical Committee weitgehend akzeptiert worden.
Um die vom MUFI-Projekt benötigten mittelalterlichen Schriftzeichen auch schon vor ihrer Aufnahme in den Unicode-Standard verwenden zu können, werden sie vorläufig in der sogenannten Private Use Area einiger Schriftarten kodiert.

## MUFI-Schriftarten
Verschiedene Fonts beinhalten alle oder einige MUFI-Zeichen:
- Junicode
- TITUS Cyberbit Basic
- Alphabetum
- Cardo
- Leeds Uni
- Notator Uni
- Andron Scriptor

Die Schriftart Junicode enthält einige wenige abweichende Kodierungen, da sie vor dem MUFI-Projekt entstanden ist, und die MUFI-Kodierung mit der ebenfalls älteren Titus Cyberbit-Schrift kompatibel sein sollte.